# Найфельд
Найфельд (идиш נײַפֿעלד‎ - новое поле) - село в Биробиджанском районе Еврейской автономной области России, административный центр Найфельдского сельского поселения.

## География
Село Найфельд стоит на левом берегу реки Бира.
Дорога к селу Найфельд идёт на юго-восток от Биробиджана через сёла Птичник, Валдгейм, Красный Восток, Пронькино, Аэропорт и Жёлтый Яр.
Расстояние до Биробиджана около 40 км.
На юг от села Найфельд вниз по левому берегу Биры идёт дорога к селу Петровка и далее до села Русская Поляна, а по мосту на правый берег Биры — к селу Казанка.

## Население
| 1992 | 2002  | 2010  |
| ---- | ----- | ----- |
| 1600 | ↘1359 | ↘1118 |

## Инфраструктура
- Сельскохозяйственные предприятия Биробиджанского района.